# دافيد دا كوستا
دافيد دا كوستا (19 أبريل 1986 بزيورخ في سويسرا - ) هو لاعب كرة قدم سويسري في مركز حراسة المرمى. لعب مع نادي ثون ونادي زيورخ ونادي فولن ونادي كياسو ونادي نوفارا وFC Concordia Basel ‏.

## وصلات خارجية
- دافيد دا كوستا على موقع قاعدة بيانات كرة القدم.إي يو (الإنجليزية)
- دافيد دا كوستا على موقع Soccerway.com (الإنجليزية)
- دافيد دا كوستا على موقع عالم كرة القدم.نت (الإنجليزية)
- دافيد دا كوستا على موقع AS.com (الإسبانية)